# RMS Mauretania (1906)
Az RMS Mauretania a brit Cunard Line óceánjárója volt, tagja annak a luxusóceánjáró-duónak (testvérhajója a Lusitania volt), amely arra sarkallta a White Star Line-t, hogy megépíttesse a Titanicot.

## Története
A hajót a Swan Hunter & Wigham Richardson, Wallsend, Tyne and Wear építette 1904-től. 1906. szeptember 20-án bocsátották vízre, s 1907. november 16-án indult el első útjára; a Liverpool – New York útvonalon járt. 1909-től 1929-ig a leggyorsabb (személyszállító) hajó volt a világon, azt követően, hogy 2 év után átvette a vezetést a Lusitániától, majd minden évben ő nyerte el a leggyorsabb hajónak járó címet, a Kék szalagot. A hajó beceneve: "Az Atlanti-óceán Nagyasszonya". Fényűző és gyors volt. Már első útján megdöntötte a 4 nap és 19 órás (50,7 km/h) rekordot, amit később 4 nap és 10 órára javított. Ezt 1929-ig senki sem tudta megdönteni. A Cunard büszkesége volt.
A Titanic tragédiája után a 20 mentőcsónak helyett 44-et kapott. Az első világháború kitörésekor a brit kormány lefoglalta és átalakította, először kórházhajóvá. Az Aquitaniával és a Britannickal állt szolgálatba Gallipolinál. A háború második felében katonai csapatszállító lett és a Tuberose nevet kapta. 1919. szeptember 21-én visszatért a transzatlanti személyszállításhoz. Kicsit átalakították, és folytatta azt a munkát, amit a háború előtt végzett, de most már a Lusitania nélkül, amit 1915-ben egy német tengeralattjáró elsüllyesztett (csaknem 1200-an haltak meg). 
A hajó fő vetélytársai az Aquitania és az Olympic voltak. Több száz alkalommal kelt át az Atlanti-óceánon és ezalatt több mint kétszázezer utast szállíthatott. A gazdasági recesszió miatt 1934-ben a Cunard egyesült ősi riválisával, a White Star Line-nal, és a következő évben a két egykori vetélytárs, a Mauretania és a "Megbízható öreg" néven ismert Olympic elindult utolsó útjára, majd kiselejtezték és eladták őket. A valaha nagyszerű, gyors és fényűző Mauretaniát egyszerűen szétbontották. A luxushajózás e korai szakasza hamarosan leáldozott.

## Fordítás
- Ez a szócikk részben vagy egészben  a   RMS Mauretania (1906) című angol Wikipédia-szócikk fordításán alapul.  Az eredeti cikk szerkesztőit annak laptörténete sorolja fel. Ez a jelzés csupán a megfogalmazás eredetét és a szerzői jogokat jelzi, nem szolgál a cikkben szereplő információk forrásmegjelöléseként.